# 도카라 열도
도카라 열도(일본어: トカラ列島/吐喝喇列島)는 태평양 사쓰난 제도의 열도이다. 가고시마현 가고시마군 도시마촌에 속한다.

## 지질
도카라 열도는 크게 3가지로 나눌 수 있는데, 그 중 북부와 중부 사이 경계선(아쿠세키섬과 스와노세섬 사이)에 "도카라 갭"(Tokara Gap)이라고 부르는 지형적인 함몰부가 있다. 이는 지질학적, 생물학적으로 도카라 열도를 나누는 구분선이 된다.
도카라 갭 주변에서는 주향이동단층형 지진이 발생하기 쉽다고 알려져 있으며, 도카라 열도 인근을 진앙으로 산발적으로 군발지진이 일어난다. 2016년 12월에 일본 기상청 진도 계급 기준 최대진도 4의 지진이, 2021년 12월에는 최대진도 5강, 규모 M6.0의 지진도 발생했다. 그 외에 2021년 4월, 2023년 5월, 2025년 6월에도 비슷한 군발지진 활동이 일어났다.

## 섬 목록
| 사진 | 이름       | 면적(km2) | 인구(명) (2004년 조사) | 최고고도(m) | 좌표                                                                |
| ---- | ---------- | --------- | ---------------------- | ----------- | ------------------------------------------------------------------- |
|      | 구치노섬   | 13.33     | 140                    | 628.5       | 북위 29° 58′ 15″ 동경 129° 55′ 20″ / 북위 29.97083° 동경 129.92222° |
|      | 나카노섬   | 34.47     | 167                    | 979         | 북위 29° 50′ 30″ 동경 129° 52′ 30″ / 북위 29.84167° 동경 129.87500° |
|      | 가자섬     | 4.07      | 0                      | 497.2       | 북위 29° 54′ 11″ 동경 129° 32′ 30″ / 북위 29.90306° 동경 129.54167° |
|      | 고가자섬   | 0.5       | 0                      | 301         | 북위 29° 52′ 48″ 동경 129° 37′ 15″ / 북위 29.88000° 동경 129.62083° |
|      | 히라섬     | 2.08      | 79                     | 245         | 북위 29° 41′ 15″ 동경 129° 31′ 57″ / 북위 29.68750° 동경 129.53250° |
|      | 스와노세섬 | 27.66     | 48                     | 796         | 북위 29° 38′ 19″ 동경 129° 42′ 50″ / 북위 29.63861° 동경 129.71389° |
|      | 아쿠세키섬 | 7.49      | 72                     | 584         | 북위 29° 27′ 36″ 동경 129° 36′ 6″ / 북위 29.46000° 동경 129.60167°  |
|      | 고타카라섬 | 1         | 43                     | 102.7       | 북위 29° 13′ 26″ 동경 129° 19′ 34″ / 북위 29.22389° 동경 129.32611° |
|      | 다카라섬   | 7.14      | 114                    | 291.9       | 북위 29° 8′ 40″ 동경 129° 12′ 29″ / 북위 29.14444° 동경 129.20806°  |
|      | 요코아테섬 | 2.76      | 0                      | 494.8       | 북위 28° 47′ 57″ 동경 128° 59′ 20″ / 북위 28.79917° 동경 128.98889° |
|      | 카미노네섬 | 0.54      | 0                      | 280         | 북위 28° 49′ 56″ 동경 129° 0′ 3″ / 북위 28.83222° 동경 129.00083°   |